# Mecze reprezentacji Polski w piłce nożnej mężczyzn prowadzonej przez Waldemara Fornalika
Zestawienie spotkań Reprezentacji Polski pod wodzą Waldemara Fornalika.

## Oficjalne międzynarodowe spotkania
| Nr | Przeciwnik         | Miejsce    | Data                 | Impreza                      | Wynik (Polska – przeciwnik) | Przypisy |
| -- | ------------------ | ---------- | -------------------- | ---------------------------- | --------------------------- | -------- |
| 1  | Estonia            | Tallinn    | 15 sierpnia 2012     | mecz towarzyski              | 0:1                         | [ 1 ]    |
| 2  | Czarnogóra         | Podgorica  | 7 września 2012      | elim. Mistrzostw Świata 2014 | 2:2                         | [ 2 ]    |
| 3  | Mołdawia           | Wrocław    | 11 września 2012     | elim. Mistrzostw Świata 2014 | 2:0                         | [ 3 ]    |
| 4  | Południowa Afryka  | Warszawa   | 12 października 2012 | mecz towarzyski              | 1:0                         | [ 4 ]    |
| 5  | Anglia             | Warszawa   | 17 października 2012 | elim. Mistrzostw Świata 2014 | 1:1                         | [ 5 ]    |
| 6  | Urugwaj            | Gdańsk     | 14 listopada 2012    | mecz towarzyski              | 1:3                         | [ 6 ]    |
| 7  | Macedonia Północna | Antalya    | 14 grudnia 2012      | mecz towarzyski              | 4:1                         | [ 7 ]    |
| 8  | Rumunia            | Malaga     | 2 lutego 2013        | mecz towarzyski              | 4:1                         | [ 8 ]    |
| 9  | Irlandia           | Dublin     | 6 lutego 2013        | mecz towarzyski              | 0:2                         | [ 9 ]    |
| 10 | Ukraina            | Warszawa   | 22 marca 2013        | elim. Mistrzostw Świata 2014 | 1:3                         | [ 10 ]   |
| 11 | San Marino         | Warszawa   | 26 marca 2013        | elim. Mistrzostw Świata 2014 | 5:0                         | [ 11 ]   |
| 12 | Liechtenstein      | Kraków     | 4 czerwca 2013       | mecz towarzyski              | 2:0                         | [ 12 ]   |
| 13 | Mołdawia           | Kiszyniów  | 7 czerwca 2013       | elim. Mistrzostw Świata 2014 | 1:1                         | [ 13 ]   |
| 14 | Dania              | Gdańsk     | 14 sierpnia 2013     | mecz towarzyski              | 3:2                         | [ 14 ]   |
| 15 | Czarnogóra         | Warszawa   | 6 września 2013      | elim. Mistrzostw Świata 2014 | 1:1                         | [ 15 ]   |
| 16 | San Marino         | Serravalle | 10 września 2013     | elim. Mistrzostw Świata 2014 | 5:1                         | [ 16 ]   |
| 17 | Ukraina            | Charków    | 11 października 2013 | elim. Mistrzostw Świata 2014 | 0:1                         | [ 17 ]   |
| 18 | Anglia             | Londyn     | 15 października 2013 | elim. Mistrzostw Świata 2014 | 0:2                         | [ 18 ]   |

## Bilans
|                 | zwycięstwa | remisy | porażki |
| ogółem          | 8          | 4      | 6       |
| dom             | 5          | 2      | 2       |
| wyjazd          | 1          | 2      | 4       |
| neutralny teren | 2          | 0      | 0       |

|                 | strzelone | stracone |
| ogółem          | 33        | 22       |
| dom             | 17        | 10       |
| wyjazd          | 8         | 10       |
| neutralny teren | 8         | 2        |

|      | zwycięstwa | remisy | porażki |
| 2012 | 3          | 2      | 2       |
| 2013 | 5          | 2      | 4       |

|      | strzelone | stracone |
| 2012 | 11        | 8        |
| 2013 | 22        | 14       |

## Rekordy
- Najwyższe zwycięstwo: z San Marino 5:0 (26.03.2013, Warszawa)
- Najwyższa porażka: z Irlandią 0:2 (06.02.2013, Dublin)
- Najdłuższa seria zwycięstw: 2 – trzykrotnie (Mołdawia, RPA); (Macedonia, Rumunia); (San Marino, Liechtenstein)
- Najdłuższa seria bez porażki: 6 (San Marino, Liechtenstein, Mołdawia, Dania, Czarnogóra, San Marino)
- Najdłuższa seria spotkań bez straty gola: 2 (Mołdawia, RPA)
- Najszybciej strzelony gol: Mateusz Klich z Danią – 4 min.
- Najszybciej stracony gol: Andrij Jarmołenko z Ukrainą – 2 min.

### Najstarsi piłkarze
| Lp. | Piłkarz             | Data urodzenia       | Przeciwnik    | Data meczu           | Wiek w dniu ostatniego meczu  |
| --- | ------------------- | -------------------- | ------------- | -------------------- | ----------------------------- |
| 1.  | Jerzy Dudek         | 23 marca 1973        | Liechtenstein | 4 czerwca 2013       | 40 lat, 2 miesiące i 11 dni   |
| 2.  | Mariusz Lewandowski | 18 maja 1979         | Anglia        | 15 października 2013 | 34 lata, 4 miesiące i 29 dni  |
| 3.  | Marek Saganowski    | 31 października 1978 | Mołdawia      | 11 września 2012     | 33 lata, 10 miesięcy i 10 dni |

## Strzelcy
| Lp. | Piłkarz              | Gole |
| --- | -------------------- | ---- |
| 1.  | Jakub Błaszczykowski | 4    |
| 2.  | Robert Lewandowski   | 3    |
| 2.  | Waldemar Sobota      | 3    |
| 2.  | Łukasz Teodorczyk    | 3    |
| 2.  | Piotr Zieliński      | 3    |
| 6.  | Adrian Mierzejewski  | 2    |
| 6.  | Szymon Pawłowski     | 2    |
| 6.  | Łukasz Piszczek      | 2    |
| 9.  | Kamil Glik           | 1    |
| 9.  | Artur Jędrzejczyk    | 1    |
| 9.  | Mateusz Klich        | 1    |
| 9.  | Jakub Kosecki        | 1    |
| 9.  | Marcin Komorowski    | 1    |
| 9.  | Daniel Łukasik       | 1    |
| 9.  | Arkadiusz Milik      | 1    |
| 9.  | Ludovic Obraniak     | 1    |
| 9.  | Jakub Wawrzyniak     | 1    |
| 9.  | Artur Sobiech        | 1    |
| 9.  | Maciej Rybus         | 1    |

## Występy piłkarzy w kadrze za kadencji Waldemara Fornalika
| Lp.        | Piłkarz                | Data urodzenia       | Występy   | Bramki    | Kartki żółte/czerwone |           |
| Bramkarze  | Bramkarze              | Bramkarze            | Bramkarze | Bramkarze | Bramkarze             | Bramkarze |
| ---------- | ---------------------- | -------------------- | --------- | --------- | --------------------- | --------- |
| 1.         | Artur Boruc            | 20 lutego 1980       | 9         | 0         | 0                     |           |
| 2.         | Jerzy Dudek            | 23 marca 1973        | 1         | 0         | 0                     |           |
| 3.         | Łukasz Fabiański٭      | 18 kwietnia 1985     | 0         | 0         | 0                     |           |
| 4.         | Tomasz Kuszczak        | 20 marca 1982        | 1         | 0         | 0                     |           |
| 5.         | Łukasz Skorupski       | 5 maja 1991          | 1         | 0         | 0                     |           |
| 6.         | Jakub Słowik           | 31 sierpnia 1991     | 1         | 0         | 0                     |           |
| 7.         | Wojciech Szczęsny      | 18 kwietnia 1990     | 4         | 0         | 0                     |           |
| 8.         | Przemysław Tytoń       | 4 stycznia 1987      | 5         | 0         | 0                     |           |
| Obrońcy    |                        |                      |           |           |                       |           |
| 1.         | Bartosz Bereszyński    | 12 lipca 1992        | 1         | 0         | 0                     |           |
| 2.         | Sebastian Boenisch     | 1 lutego 1987        | 5         | 0         | 0                     |           |
| 3.         | Łukasz Broź            | 17 grudnia 1985      | 2         | 0         | 0                     |           |
| 4.         | Piotr Brożek٭          | 21 kwietnia 1983     | 0         | 0         | 0                     |           |
| 5.         | Piotr Celeban          | 25 czerwca 1984      | 4         | 0         | 0                     |           |
| 6.         | Adam Danch             | 15 grudnia 1987      | 1         | 0         | 0                     |           |
| 7.         | Artur Jędrzejczyk      | 4 listopada 1987     | 9         | 1         | 2/0                   |           |
| 8.         | Tomasz Jodłowiec       | 8 września 1985      | 2         | 0         | 0                     |           |
| 9.         | Marcin Kamiński٭       | 15 stycznia 1992     | 0         | 0         | 0                     |           |
| 10.        | Marcin Komorowski      | 17 kwietnia 1984     | 4         | 1         | 1/0                   |           |
| 11.        | Kamil Glik             | 3 lutego 1988        | 11        | 1         | 3/0                   |           |
| 12.        | Damien Perquis         | 10 kwietnia 1984     | 4         | 0         | 2/0                   |           |
| 13.        | Łukasz Piszczek        | 3 czerwca 1985       | 7         | 2         | 0                     |           |
| 14.        | Bartosz Rymaniak       | 13 listopada 1989    | 1         | 0         | 0                     |           |
| 15.        | Jakub Rzeźniczak       | 26 października 1986 | 1         | 0         | 0                     |           |
| 16.        | Bartosz Salamon        | 1 maja 1991          | 5         | 0         | 0                     |           |
| 17.        | Łukasz Szukała         | 26 maja 1984         | 3         | 0         | 2/0                   |           |
| 18.        | Marcin Wasilewski      | 9 czerwca 1980       | 9         | 0         | 2/0                   |           |
| 19.        | Jakub Wawrzyniak       | 7 lipca 1983         | 12        | 1         | 0                     |           |
| 20.        | Grzegorz Wojtkowiak    | 26 stycznia 1984     | 3         | 0         | 0                     |           |
| Pomocnicy  |                        |                      |           |           |                       |           |
| 1.         | Jakub Błaszczykowski   | 14 grudnia 1985      | 12        | 4         | 0                     |           |
| 2.         | Ariel Borysiuk         | 29 lipca 1991        | 6         | 0         | 0                     |           |
| 3.         | Dominik Furman         | 6 lipca 1992         | 2         | 0         | 0                     |           |
| 4.         | Janusz Gol             | 11 listopada 1985    | 1         | 0         | 0                     |           |
| 5.         | Kamil Grosicki         | 8 czerwca 1988       | 8         | 0         | 0                     |           |
| 6.         | Przemysław Kaźmierczak | 5 maja 1982          | 3         | 0         | 0                     |           |
| 7.         | Mateusz Klich          | 13 czerwca 1990      | 5         | 1         | 1/0                   |           |
| 8.         | Jakub Kosecki          | 29 sierpnia 1990     | 5         | 1         | 0                     |           |
| 9.         | Grzegorz Krychowiak    | 29 stycznia 1990     | 13        | 0         | 1/0                   |           |
| 10.        | Michał Kucharczyk      | 20 marca 1991        | 1         | 0         | 0                     |           |
| 11.        | Tomasz Kupisz          | 2 stycznia 1990      | 2         | 0         | 0                     |           |
| 12.        | Mariusz Lewandowski    | 18 maja 1979         | 2         | 0         | 0                     |           |
| 13.        | Daniel Łukasik         | 28 kwietnia 1991     | 5         | 1         | 2/0                   |           |
| 14.        | Radosław Majewski      | 15 grudnia 1986      | 1         | 0         | 0                     |           |
| 15.        | Adam Matuszczyk        | 14 lutego 1989       | 1         | 0         | 0                     |           |
| 16.        | Adrian Mierzejewski    | 6 listopada 1986     | 15        | 2         | 0                     |           |
| 17.        | Rafał Murawski         | 9 października 1981  | 2         | 0         | 1/0                   |           |
| 18.        | Ludovic Obraniak       | 10 listopada 1984    | 6         | 1         | 1/1                   |           |
| 19.        | Bartłomiej Pawłowski٭  | 13 listopada 1992    | 0         | 0         | 0                     |           |
| 20.        | Szymon Pawłowski       | 4 listopada 1986     | 4         | 2         | 0                     |           |
| 21.        | Sławomir Peszko        | 19 lutego 1985       | 2         | 0         | 1/0                   |           |
| 22.        | Eugen Polanski         | 17 marca 1986        | 7         | 0         | 3/0                   |           |
| 23.        | Maciej Rybus           | 19 sierpnia 1989     | 4         | 1         | 1/0                   |           |
| 24.        | Waldemar Sobota        | 19 maja 1987         | 9         | 3         | 0                     |           |
| 25.        | Łukasz Trałka          | 11 maja 1984         | 1         | 0         | 0                     |           |
| 26.        | Paweł Wszołek          | 30 kwietnia 1992     | 6         | 0         | 0                     |           |
| 27.        | Piotr Zieliński        | 20 maja 1994         | 7         | 3         | 0                     |           |
| Napastnicy |                        |                      |           |           |                       |           |
| 1.         | Paweł Brożek           | 21 kwietnia 1983     | 1         | 0         | 0                     |           |
| 2.         | Robert Lewandowski     | 21 sierpnia 1988     | 13        | 3         | 0                     |           |
| 3.         | Arkadiusz Milik        | 28 lutego 1994       | 6         | 1         | 1/0                   |           |
| 4.         | Arkadiusz Piech        | 7 czerwca 1985       | 3         | 0         | 0                     |           |
| 5.         | Marcin Robak           | 29 listopada 1982    | 1         | 0         | 1/0                   |           |
| 6.         | Marek Saganowski       | 31 października 1978 | 2         | 0         | 0                     |           |
| 7.         | Artur Sobiech          | 12 czerwca 1990      | 6         | 1         | 0                     |           |
| 8.         | Mariusz Stępiński      | 12 maja 1995         | 1         | 0         | 0                     |           |
| 9.         | Łukasz Teodorczyk      | 3 czerwca 1991       | 3         | 3         | 0                     |           |

٭ – piłkarze powołani przynajmniej na jedno zgrupowanie

## Szczegóły
| 15 sierpnia 2012 20:45 CEST | Estonia · Konstantin Vassiljev 90+2' | 1:0(0:0) | Polska | Tallinn, A. Le Coq Arena Widzów: 5312 Sędzia: Ken Henry Johnsen (Norwegia) |
|                             |                                      |          |        |                                                                            |

Estonia: Sergei Pareiko – Tihhon Šišov, Alo Bärengrub, Igor Morozov, Dmitri Kruglov (56. Taijo Teniste) – Sander Puri, Aleksandr Dmitrijev (83. Sergei Mošnikov), Martin Vunk (56. Konstantin Vassiljev), Henrik Ojamaa (46. Vladimir Voskoboinikov), Joel Lindpere (56. Tarmo Kink) – Andres Oper (46. Kaimar Saag).

Polska: Wojciech Szczęsny – Łukasz Piszczek, Marcin Wasilewski, Damien Perquis, Jakub Wawrzyniak – Jakub Błaszczykowski (84. Arkadiusz Piech), Eugen Polanski, Ariel Borysiuk (68. Janusz Gol), Maciej Rybus (57. Kamil Grosicki) – Artur Sobiech (46. Adrian Mierzejewski), Robert Lewandowski.
| 7 września 2012 20:30 CEST | Czarnogóra · Nikola Drinčić 27' · Mirko Vučinić 45+3' · Savo Pavićević 69' | 2:2(2:1) | Polska · 6' (k) Jakub Błaszczykowski · 55' Adrian Mierzejewski · 72' Ludovic Obraniak | Podgorica, Stadion Pod Goricom Widzów: 11 420 Sędzia: Kristinn Jakobsson (Islandia) |
|                            |                                                                            |          |                                                                                       |                                                                                     |

Czarnogóra: Mladen Božović – Savo Pavićević, Stefan Savić, Marko Baša, Milan Jovanović (65. Filip Kasalica) – Simon Vukčević (71. Milorad Peković), Nikola Drinčić (84. Miodrag Džudović), Elsad Zverotić, Stevan Jovetić, Vladimir Volkov – Mirko Vučinić.

Polska: Przemysław Tytoń – Łukasz Piszczek, Marcin Wasilewski, Kamil Glik, Jakub Wawrzyniak – Jakub Błaszczykowski, Ariel Borysiuk (69. Rafał Murawski), Eugen Polanski, Ludovic Obraniak, Kamil Grosicki (46. Adrian Mierzejewski) – Robert Lewandowski (90. Marek Saganowski).
| 11 września 2012 20:45 CEST | Polska · Jakub Błaszczykowski 33' (k) · Jakub Wawrzyniak 81' | 2:0(1:0) | Mołdawia | Wrocław, Stadion Miejski Widzów: 26 145 Sędzia: Ilías Spáthas (Grecja) |
|                             |                                                              |          |          |                                                                        |

Polska: Przemysław Tytoń – Łukasz Piszczek, Marcin Wasilewski, Kamil Glik, Jakub Wawrzyniak – Jakub Błaszczykowski, Ariel Borysiuk (76. Grzegorz Krychowiak), Eugen Polanski, Adrian Mierzejewski (71. Artur Sobiech) – Marek Saganowski (46. Waldemar Sobota), Robert Lewandowski.

Mołdawia: Stanislav Namașco – Igor Armaș, Victor Golovatenco, Petru Racu, Alexandru Epureanu – Serghei Covalciuc, Alexandru Gațcan, Igor Picușceac, Alexandr Suvorov (83. Serghei Alexeev), Artur Pătraș (46. Gheorghe Ovseanicov) – Stanislav Ivanov (73. Alexandru Onică).
| 12 października 2012 20:45 CEST | Polska · Marcin Komorowski 82' | 1:0(0:0) | Południowa Afryka | Warszawa, Stadion Narodowy Widzów: 42 026 Sędzia: Radek Příhoda (Czechy) |
|                                 |                                |          |                   |                                                                          |

Polska: Przemysław Tytoń – Grzegorz Wojtkowiak, Marcin Wasilewski, Damien Perquis, Jakub Wawrzyniak (84. Ludovic Obraniak) – Paweł Wszołek (46. Waldemar Sobota), Grzegorz Krychowiak (65. Rafał Murawski), Ariel Borysiuk, Adrian Mierzejewski (58. Arkadiusz Milik) – Artur Sobiech (75. Marcin Komorowski), Arkadiusz Piech (46. Kamil Grosicki).

RPA: Itumeleng Khune – Luvhengo Mungomeni, Siyabonga Sangweni, Bongani Khumalo, Ricardo Nunes – Sifiso Myeni (65. Teko Modise), Dean Furman, Kagisho Dikgacoi, Lerato Chabangu (46. Reneilwe Letsholonyane), Siphiwe Tshabalala (76. George Lebese) – Bernard Parker (69. Dino Ndlovu).
| 17 października 2012 17:00 CEST | Polska · Kamil Glik 70' | 1:1(0:1) | Anglia · 31' Wayne Rooney | Warszawa, Stadion Narodowy Widzów: 47 300 Sędzia: Gianluca Rocchi (Włochy) |
|                                 |                         |          |                           |                                                                            |

Polska: Przemysław Tytoń – Łukasz Piszczek, Marcin Wasilewski, Kamil Glik, Jakub Wawrzyniak – Paweł Wszołek (63. Adrian Mierzejewski), Grzegorz Krychowiak, Eugen Polanski, Ludovic Obraniak (90. Ariel Borysiuk), Kamil Grosicki (83. Arkadiusz Milik) – Robert Lewandowski.

Anglia: Joe Hart – Glen Johnson, Phil Jagielka, Joleon Lescott, Ashley Cole – James Milner, Michael Carrick, Steven Gerrard, Tom Cleverley, Jermain Defoe (67. Danny Welbeck) – Wayne Rooney (73. Alex Oxlade-Chamberlain).
| 14 listopada 2012 20:45 CET | Polska · Ludovic Obraniak 64' | 1:3(0:2) | Urugwaj · 21' (sam.) Kamil Glik · 34' Edinson Cavani · 66' Luis Suárez | Gdańsk, PGE Arena Gdańsk Widzów: 39 460 Sędzia: William Collum (Szkocja) |
|                             |                               |          |                                                                        |                                                                          |

Polska: Przemysław Tytoń (46. Tomasz Kuszczak) – Łukasz Piszczek, Marcin Wasilewski, Kamil Glik (46. Damien Perquis), Marcin Komorowski – Kamil Grosicki (73. Jakub Błaszczykowski), Grzegorz Krychowiak (83. Arkadiusz Milik), Eugen Polanski (72. Łukasz Trałka), Ludovic Obraniak, Adrian Mierzejewski (59. Szymon Pawłowski) – Robert Lewandowski.

Urugwaj: Fernando Muslera – Matías Aguirregaray (60. Walter Gargano), Diego Lugano, Diego Godín, Martín Cáceres – Álvaro González, Egidio Arévalo (70. Sebastián Eguren), Nicolás Lodeiro (79. Álvaro Pereira), Cristian Rodríguez (74. Gonzalo Castro) – Luis Suárez (85. Christian Stuani), Edinson Cavani (46. Gastón Ramírez).
| 14 grudnia 2012 17:15 CET | Polska · Arkadiusz Milik 11' · Szymon Pawłowski 11', 23' · Artur Jędrzejczyk 64' · Waldemar Sobota 79' | 4:1(2:0) | Macedonia Północna · 87' Dejan Blaževski | Kundu, Mardan Spor Kompleksi Kundu AST Arena Widzów: 50 Sędzia: Hüseyin Göçek (Turcja) |
|                           | |          |                                          |                                                                                        |

Polska: Łukasz Skorupski – Łukasz Broź, Artur Jędrzejczyk (84. Adam Danch), Tomasz Jodłowiec, Jakub Rzeźniczak (46. Bartosz Rymaniak) – Paweł Wszołek (46. Waldemar Sobota), Daniel Łukasik (46. Dominik Furman), Przemysław Kaźmierczak, Szymon Pawłowski (75. Arkadiusz Piech), Jakub Kosecki (59. Tomasz Kupisz) – Arkadiusz Milik.

Macedonia: Kristijan Naumovski – Vladica Brdarovski (83. Tome Kitanovski), Danieł Mojsow, Sedat Berisha, Mite Cikarski – Dejan Blaževski, Riste Markoski (60. Predrag Ranđelović), Ostoja Stjepanowiḱ, Nderim Nedžipi (74. Marko Simonovski), Dragan Ǵorgiev (61. Ivan Mitrov) – Jovan Kostovski (61. Muzafer Ejupi).
| 2 lutego 2013 20:45 CET | Polska · Szymon Pawłowski 15' · Łukasz Teodorczyk 24', 27' · Daniel Łukasik 33' | 4:1(4:1) | Rumunia · 41' Gheorghe Grozav | Malaga, Estadio Ciudad de Málaga Widzów: 100 Sędzia: Pedro Jesús Pérez Montero (Hiszpania) |
|                         |                                                                                 |          |                               |                                                                                            |

Polska: Jakub Słowik – Łukasz Broź, Artur Jędrzejczyk (46. Tomasz Jodłowiec), Piotr Celeban, Jakub Wawrzyniak – Paweł Wszołek (46. Michał Kucharczyk), Daniel Łukasik (67. Dominik Furman), Przemysław Kaźmierczak, Szymon Pawłowski (55. Tomasz Kupisz), Waldemar Sobota (84. Mariusz Stępiński) – Łukasz Teodorczyk.

Rumunia: Silviu Lung Jr. (46. Cristian Bălgrădean) – Alexandru Mățel (46. Constantin Nica), Valerică Găman (46. Srdjan Luchin), Dragoș Grigore, Alexandru Vlad – Aurelian Chițu, Dan Nistor (46. Mihai Răduț), Ionuț Neagu (46. Alexandru Mateiu), Gheorghe Grozav (46. Constantin Budescu), Nicolae Stanciu (46. Alexandru Maxim) – Marius Alexe (64. Denis Alibec).
| 6 lutego 2013 20:45 CET | Irlandia · Ciaran Clark 35' · Wes Hoolahan 76' | 2:0(1:0) | Polska | Dublin, Aviva Stadium Widzów: 43 112 Sędzia: Sébastien Delferière (Belgia) |
|                         |                                                |          |        |                                                                            |

Irlandia: David Forde – Paul McShane, John O’Shea, Ciaran Clark (85. Richard Keogh), Greg Cunningham – Robbie Brady (71. Jonathan Walters), James McCarthy (71. Jeff Hendrick), Glenn Whelan (46. Paul Green), Conor Sammon, James McClean (82. Simon Cox) – Shane Long (62. Wes Hoolahan).

Polska: Artur Boruc (46. Wojciech Szczęsny) – Sebastian Boenisch (46. Marcin Wasilewski), Damien Perquis, Kamil Glik, Jakub Wawrzyniak – Jakub Błaszczykowski, Grzegorz Krychowiak, Daniel Łukasik (77. Adrian Mierzejewski), Ludovic Obraniak (60. Arkadiusz Milik), Szymon Pawłowski (46. Kamil Grosicki) – Robert Lewandowski.
| 22 marca 2013 20:45 CET | Polska · Łukasz Piszczek 18' | 1:3(1:3) | Ukraina · 2' Andrij Jarmołenko · 7' Ołeh Husiew · 45' Roman Zozula | Warszawa, Stadion Narodowy Widzów: 55 565 Sędzia: Pavel Královec (Czechy) |
|                         |                              |          |                                                                    |                                                                           |

Polska: Artur Boruc – Łukasz Piszczek, Marcin Wasilewski, Kamil Glik, Sebastian Boenisch – Jakub Błaszczykowski, Grzegorz Krychowiak, Daniel Łukasik (59. Ludovic Obraniak), Radosław Majewski (76. Łukasz Teodorczyk), Maciej Rybus (46. Jakub Kosecki) – Robert Lewandowski.

Ukraina: Andrij Piatow – Artem Fedećki, Jewhen Chaczeridi, Ołeksandr Kuczer, Wjaczesław Szewczuk – Andrij Jarmołenko, Rusłan Rotań, Taras Stepanenko (60. Anatolij Tymoszczuk), Denys Harmasz (90. Roman Bezus), Ołeh Husiew (90. Mykoła Moroziuk) – Roman Zozula.
| 26 marca 2013 20:45 CET | Polska · Robert Lewandowski 21' (k), 50' (k) · Łukasz Piszczek 28' · Łukasz Teodorczyk 61' · Jakub Kosecki 90+2' | 5:0(2:0) | San Marino | Warszawa, Stadion Narodowy Widzów: 43 008 Sędzia: Ken Henry Johnsen (Norwegia) |
|                         | |          |            |                                                                                |

Polska: Artur Boruc – Łukasz Piszczek, Bartosz Salamon (87. Marcin Wasilewski), Kamil Glik (46. Jakub Kosecki), Jakub Wawrzyniak – Kamil Grosicki, Grzegorz Krychowiak, Eugen Polanski, Adrian Mierzejewski – Arkadiusz Milik (59. Łukasz Teodorczyk), Robert Lewandowski.

San Marino: Aldo Simoncini – Alex Della Valle (80. Lorenzo Buscarini), Fabio Vitaioli, Alessandro Della Valle, Gianluca Bollini (57. Simone Bacciocchi), Mirko Palazzi – Matteo Vitaioli, Fabio Bollini, Matteo Coppini, Alex Gasperoni – Andy Selva (50. Danilo Rinaldi).
| 4 czerwca 2013 21:00 CEST | Polska · Artur Sobiech 53' · Maciej Rybus 72' | 2:0(0:0) | Liechtenstein | Kraków, Stadion Cracovii im. Józefa Piłsudskiego Widzów: 9128 Sędzia: Siergiej Karasiow (Rosja) |
|                           |                                               |          |               |                                                                                                 |

Polska: Jerzy Dudek (34. Artur Boruc) – Artur Jędrzejczyk, Bartosz Salamon (46. Bartosz Bereszyński), Marcin Komorowski, Jakub Wawrzyniak (46. Sebastian Boenisch) – Kamil Grosicki (46. Piotr Zieliński), Ariel Borysiuk, Adam Matuszczyk, Adrian Mierzejewski (68. Jakub Kosecki), Maciej Rybus (79. Daniel Łukasik) – Artur Sobiech.

Liechtenstein: Peter Jehle (46. Cengiz Biçer) – Yves Oehri (46. Franz-Josef Vogt), Martin Stocklasa, Mario Frick (46. Daniel Kaufmann), Ivan Quintans (81. Olcay Gür) – Mathias Christen, Sandro Wieser (83. Robin Gubser), Nicolas Hasler, Martin Büchel, David Hasler – Thomas Beck (59. Seyhan Yildiz).
| 7 czerwca 2013 20:15 CEST | Mołdawia · Eugen Sidorenco 37' | 1:1(1:1) | Polska · 7' Jakub Błaszczykowski | Kiszyniów, Stadion Zimbru Sędzia: Fernando Teixeira Vitienes (Hiszpania) |
|                           |                                |          |                                  |                                                                          |

Mołdawia: Stanislav Namașco – Vitalie Bordian (71. Eugeniu Cebotaru), Alexandru Epureanu, Igor Armaș, Victor Golovatenco – Alexandru Antoniuc (82. Gheorghe Ovseanicov), Artur Ioniță, Alexandru Gațcan, Alexandru Dedov, Alexandr Suvorov (74. Alexandru Pașcenco) – Eugen Sidorenco.

Polska: Artur Boruc – Artur Jędrzejczyk, Bartosz Salamon, Marcin Komorowski, Jakub Wawrzyniak – Jakub Błaszczykowski, Grzegorz Krychowiak, Eugen Polanski (79. Artur Sobiech), Adrian Mierzejewski (62. Piotr Zieliński), Maciej Rybus (64. Jakub Kosecki) – Robert Lewandowski.
| 14 sierpnia 2013 20:45 CEST | Polska · Mateusz Klich 4' · Waldemar Sobota 59' · Piotr Zieliński 60' | 3:2(1:2) | Dania · 18' Christian Eriksen · 45' Martin Braithwaite | Gdańsk, PGE Arena Widzów: 34 952 Sędzia: Yudai Yamamoto (Japonia) |
|                             |                                                                       |          |                                                        |                                                                   |

Polska: Wojciech Szczęsny (46. Artur Boruc) – Artur Jędrzejczyk (76. Piotr Celeban), Łukasz Szukała, Kamil Glik, Jakub Wawrzyniak – Jakub Błaszczykowski, Grzegorz Krychowiak, Przemysław Kaźmierczak (46. Piotr Zieliński), Mateusz Klich (86. Bartosz Salamon), Waldemar Sobota (89. Adrian Mierzejewski) – Robert Lewandowski (78. Artur Sobiech).

Dania: Stephan Andersen – Lars Jacobsen (46. Peter Ankersen), Simon Kjær (64. Jannik Vestergaard), Andreas Bjelland, Nicolai Boilesen (46. Nicki Bille Nielsen) – William Kvist, Mike Jensen (78. Casper Sloth), Christian Eriksen, Martin Braithwaite (46. Kasper Kusk), Viktor Fischer (72. Michael Krohn-Dehli) – Nicklas Pedersen.
| 6 września 2013 20:45 CEST | Polska · Robert Lewandowski 16' | 1:1(1:1) | Czarnogóra · 11' Dejan Damjanović | Warszawa, Stadion Narodowy Widzów: 45 652 Sędzia: Björn Kuipers (Holandia) |
|                            |                                 |          |                                   |                                                                            |

Polska: Artur Boruc – Artur Jędrzejczyk, Łukasz Szukała, Kamil Glik, Jakub Wawrzyniak (27. Sebastian Boenisch) – Jakub Błaszczykowski, Grzegorz Krychowiak, Piotr Zieliński (75. Adrian Mierzejewski), Mateusz Klich, Waldemar Sobota (62. Paweł Wszołek) – Robert Lewandowski.

Czarnogóra: Mladen Božović – Stefan Savić, Miodrag Džudović, Marko Baša, Vladimir Božović – Elsad Zverotić, Nikola Drinčić, Miloš Krkotić (46. Simon Vukčević), Mirko Vučinić (37. Filip Kasalica), Branko Bošković – Dejan Damjanović (86. Fatos Beqiraj).
| 10 września 2013 20:45 CEST | San Marino · Alessandro Della Valle 22' | 1:5(1:3) | Polska · 10', 66' Piotr Zieliński · 23'Jakub Błaszczykowski · 34' Waldemar Sobota · 75' Adrian Mierzejewski | Serravalle, Stadion Olimpijski Sędzia: Marco Borg (Malta) |
|                             |                                         |          | |                                                           |

San Marino: Aldo Simoncini – Lorenzo Buscarini, Fabio Vitaioli, Alessandro Della Valle, Gianluca Bollini, Mirko Palazzi (69. Enrico Cibelli) – Matteo Vitaioli, Pietro Calzolari, Alex Gasperoni (42. Michele Cervellini), Danilo Rinaldi (80. Alessandro Bianchi) – 10. Andy Selva.

Polska: Artur Boruc – Piotr Celeban, Artur Jędrzejczyk, Bartosz Salamon, Sebastian Boenisch – Jakub Błaszczykowski (72. Adrian Mierzejewski), Grzegorz Krychowiak (79. Paweł Wszołek), Mateusz Klich, Piotr Zieliński, Waldemar Sobota – Paweł Brożek (55. Marcin Robak).
| 11 października 2013 20:00 CEST | Ukraina · Andrij Jarmołenko 64' | 1:0(0:0) | Polska | Charków, Stadion Metalist Widzów: 39 130 Sędzia: Jonas Eriksson (Szwecja) |
|                                 |                                 |          |        |                                                                           |

Ukraina: Andrij Piatow – Artem Fedecki, Jarosław Rakicki, Jewhen Chaczeridi, Wjaczesław Szewczuk – Andrij Jarmołenko (90. Ołeh Husiew), Taras Stepanenko, Rusłan Rotań, Edmar (90. Roman Bezus), Jewhen Konoplanka – Roman Zozula (62. Marko Dević).

Polska: Artur Boruc – Artur Jędrzejczyk, Łukasz Szukała, Kamil Glik, Grzegorz Wojtkowiak – Jakub Błaszczykowski, Grzegorz Krychowiak, Mariusz Lewandowski (76. Piotr Zieliński), Mateusz Klich (66. Adrian Mierzejewski), Waldemar Sobota (61. Sławomir Peszko) – Robert Lewandowski.
| 15 października 2013 21:00 CEST | Anglia · Wayne Rooney 41' · Steven Gerrard 88' | 2:0(1:0) | Polska | Londyn, Wembley Widzów: 85 186 Sędzia: Damir Skomina (Słowenia) |
|                                 |                                                |          |        |                                                                 |

Anglia: Joe Hart – Chris Smalling, Phil Jagielka, Gary Cahill, Leighton Baines – Andros Townsend (86. James Milner), Michael Carrick (71. Frank Lampard), Steven Gerrard, Wayne Rooney, Danny Welbeck – Daniel Sturridge (82. Jack Wilshere).

Polska: Wojciech Szczęsny – Piotr Celeban, Artur Jędrzejczyk, Kamil Glik, Grzegorz Wojtkowiak – Jakub Błaszczykowski, Grzegorz Krychowiak, Mariusz Lewandowski (46. Mateusz Klich), Adrian Mierzejewski (75. Piotr Zieliński), Waldemar Sobota (64. Sławomir Peszko) – Robert Lewandowski.